# Данијел Ђурта
Данијел Ђурта (мађ. Dániel Gyurta; Будимпешта, 4. мај 1989) је мађарски пливач чија специјалност су трке на 200 метара прсним стилом.

## Каријера
На Летњим олимпијским играма 2004. у Атини освојио је сребрну олимпијску медаљу на 200 прсно и са свега 15 година постао најмлађи мађарски спортиста освајач олимпијске медаље. Иако је у Пекингу 2008. у квалификацијама на 200 прсно поставио нови олимпијски рекорд (који је дан касније у полуфиналу поправио Косуке Китаџима) није успео да дође до медаље.
На Светском првенству 2009. у Риму освојио је златну медаљу што му је донело и награду за најбољег спортисту Мађарске за ту годину. Две године касније на истом такмичењу у Шангају успео је да одбрани златну медаљу и тако постао тек други пливач у историји који је одбранио титулу на 200 метара прсно (први је био Шкот Дејвид Вилки 1973. и 1975).
На Летњим олимпијским играма 2012. у Лондону освојио је златну олимпијску медаљу на 200 метара прсно и поставио нови светски рекорд у тој дисциплини на 2:07,28. Одмах после олимпијског финала у којем је дошао до злата Ђурта је учинио велики и хуман чин када је родитељима свог некадашњег ривала у базену норвешког пливача Александра Дале Оена понудио реплику своје златне медаље. Дале Оен, који је био актуелни светски првак на 100 метара прсно преминуо је свега два месеца пре олимпијских игара од последица срчаног удара.
Проглашен је за најбољег спортисту Мађарске 2009, 2012. и 2013. године, као и за најбољег епвропског пливача 2013.

## Лични рекорди у великим базенима
- 100 м прсно: 59,53 (Лондон, 29. јул 2012)
- 200 м прсно: 2:07,28 (Лондон, 1. август 2012) - уједно олимпијски и светски рекорд